# Joaquim Rifé
Joaquim Rifé Climent (Barcelona, 4 februari 1942) is een voormalig Spaans voetballer. Hij speelde bij onder andere FC Barcelona.

## Clubvoetbal
Rifé speelde van 1963 tot 1976 bij FC Barcelona en hij kwam tot 535 wedstrijden voor de club. Bij Barça won Rifé in 1966 zijn eerste prijs, de Jaarbeursstedenbeker. Later volgden de Copa de España in 1968 en 1971 en de Spaanse landstitel in het seizoen 1973/1974. Rifé begon als aanvaller bij FC Barcelona, maar in de loop der jaren zou hij ook als middenvelder en vleugelverdediger spelen. Op 1 september 1976 nam Rifé samen met doelman Salvador Sadurní en verdediger Antoni Torres afscheid als profvoetballer in een erewedstrijd tegen Stade de Reims (2-0 winst). Hoewel hij de meeste bekendheid vergaarde bij FC Barcelona, speelde Rifé eerder in zijn carrière ook nog voor onder meer Gimnàstic de Tarragona, Atlante en CE Júpiter.

## Nationaal elftal
Rifé speelde vier wedstrijden in het Spaans nationaal elftal. Zijn debuut was op 28 februari 1968 tegen Zweden en de aanvaller scoorde direct bij zij debuut. Rifé speelde daarna nog voor Spanje tegen opnieuw Zweden op 2 mei 1968,
Engeland op 8 mei 1968 en Noord-Ierland op 11 november 1970.

## Latere bezigheden
Nadat Rifé zijn loopbaan als profvoetballer had beëindigd, werd hij assistent-trainer bij FC Barcelona. Aan het einde van het seizoen 1978/1979 werd hij aangesteld als vervanger van Lucien Muller als hoofdcoach van de club. Met Antoni Torres als assisent leidde Rifé de club naar winst in de Europa Cup II van 1979. Na slechte resultaten in het seizoen 1979/1980 werd Rifé echter ontslagen. Van 2000 tot 2003 had Rifé onder voorzitter Joan Gaspart een functie binnen het bestuur van de club.